# أوستريفيل
أوستريفيل (بالفرنسية: Ostreville) هي بلدية تقع في إقليم باد كاليه من منطقة نور با دو كاليه في شمال فرنسا. تبلغ مساحة هذه المدينة 3.88 (كم²)، وترتفع عن سطح البحر 150 م، يبلغ عدد سكانها 285 نسمة حسب إحصاء المعهد الوطني للإحصاء والدراسات الاقتصادية سنة 2009 م. وترأس Anthony Pruvost البلدية خلال فترة (2008-2014).